# Астра (дирижабль)
«Астра» (с 1920 года — «Красная звезда») — русский военный дирижабль, построенный в 1913 году во Франции компанией Astra Clément-Bayard и носивший название «Astra-XII». Вскоре дирижабль приобрела Россия. Во время Первой мировой войны совершил шесть боевых вылетов, из них три ночных.

## История

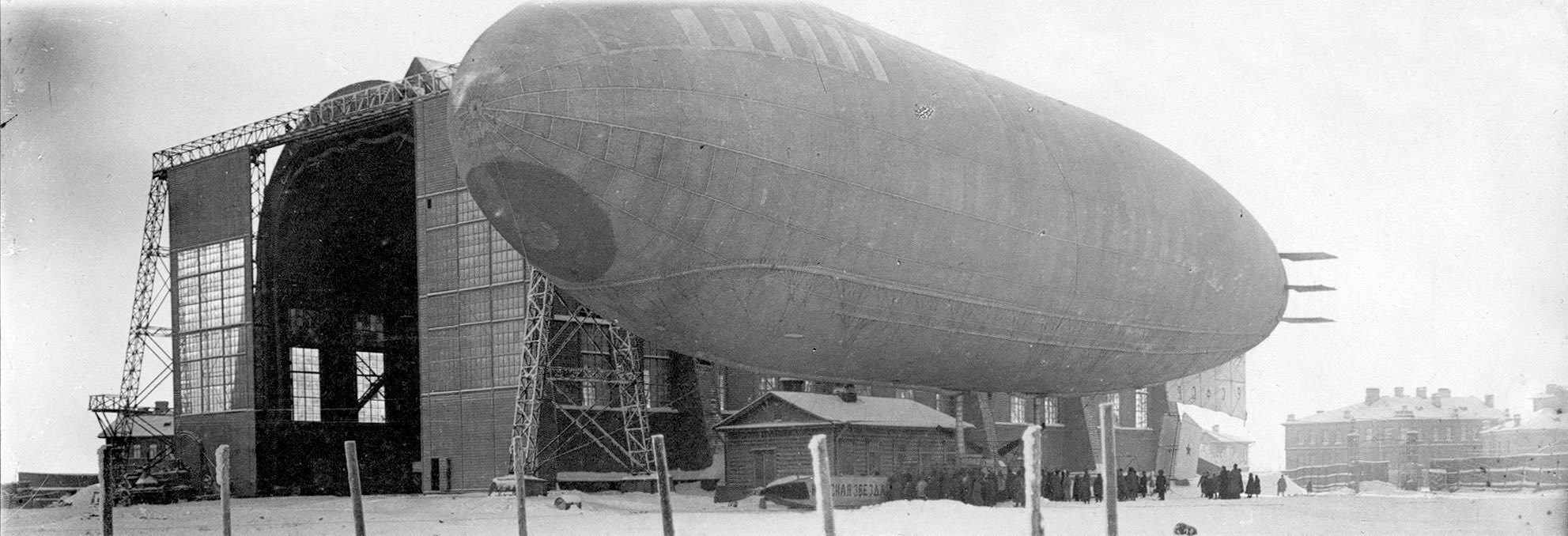
Дирижабль «Красная Звезда» у эллинга в Сализи (1921)

Дирижабль состоял на вооружении 3-й воздухоплавательной роты на аэродроме Лида с 1913 года.
Во время Первой мировой войны выполнял задачи по бомбардировке вражеских позиций. Астра — единственный русский дирижабль, совершивший удачный боевой вылет — бомбардировку железнодорожной станции Лык. Она была совершена в мае 1915 года под командованием Б. В. Голубова. После повреждения почти не эксплуатировался.
В 1920 году дирижабль восстановлен и стал носить название «Красная звезда». Зимой 1921 года, во время очередного полёта, дирижабль разбился.